# Silbersee (Dransfeld)
Der Silbersee bei Dransfeld ist ein kleiner Waldsee am Rand des Dransberges rund einen Kilometer westlich von Dransfeld im Landkreis Göttingen in Niedersachsen.

## Beschreibung
Der See liegt in einem aufgegebenen Basaltsteinbruch. Am See befindet sich ein Grillplatz. Im See leben Geburtshelferkröten, die trockensteinige Flächen benötigen, die sich bei sonnigem Wetter erwärmen. Um die Populationen zu halten, ist es daher notwendig, von Zeit zu Zeit die nordseitige Uferböschung von der Vegetationsdecke zu befreien.